# Tynelia longula
Tynelia longula är en insektsart som beskrevs av Hermann Burmeister. Tynelia longula ingår i släktet Tynelia och familjen hornstritar. Inga underarter finns listade i Catalogue of Life.